# Meliqueaz
Maleque Aiaz (Malik Ayyaz) ou Maleque Iaz de Diu (Malik Yaz de Diu), chamado Meliqueaz ou Melique Az pelos portugueses foi governador da cidade de Diu (1507-1509), sob o governo do Sultão de Guzerate e um dos mais distintos guerreiros da época. 
Meliqueaz era um mameluco de origem russa, que fora feito prisioneiro e convertera muçulmano, chegando à Índia onde se distinguira ao serviço do sultão de Guzerate (Maleque é o equivalente a Dom, ou Senhor). Guzerate vivia do comércio no Mar Vermelho e no Egito, e quando os portugueses ameaçaram os seus domínios, o sultão entregou a defesa nas mãos de Meliqueaz que travou vários confrontos com os portugueses, junto com o capitão da frota mameluca Mirocém (Amir Huceine Alcurdi). Participou na Batalha de Chaul, no fim da qual, pesando-lhe ver morrer homens tão valentes, ainda salvou vinte portugueses (após a batalha de Diu entregaria os prisioneiros desta batalha, vestidos e bem alimentados) e mais tarde a batalha de Diu em 1509. Ao aproximar-se o confronto, o vice-rei português D. Francisco de Almeida enviou-lhe uma carta que dizia:
«Eu o visorei digo a ti honrado Meliqueaz, capitão de Diu, e te faço saber que vou com meus cavaleiros a essa tua cidade, lançar a gente que se aí acolheram, depois que em Chaul pelejaram com minha gente, e mataram um homem que se chamava meu filho; e venho com esperança em Deus do Céu tomar deles vingança e de quem os ajudar; e se a eles não achar não me fugirá essa tua cidade, que me tudo pagará, e tu, pela boa ajuda que foste fazer a Chaul; o que tudo te faço saber porque estejas bem apercebido para quando eu chegar, que vou de caminho, e fico nesta ilha de Bombaim, como te dirá este que te esta carta leva».
Meliqueaz terá mantido contactos secretos com os portugueses, e seria acusado de traição pelo Mirocém.